# Ultimex
Ultimex est une série de bande dessinée portant le nom de son personnage principal créée par Gad, de son vrai nom François Gadant.

## Description
Ultimex est un personnage ultraviolent, raciste, homophobe, misogyne et qui ne s'intéresse pas à la sauvegarde de l'environnement, il mange également environ 6 kg de viande par jour. Il aime arracher des bras à mains nues et casser des bouteilles en verre sur la tête de ceux qui, selon lui, le méritent. Le viol, la zoophilie, la nécrophilie, la gérontophilie, la consommation de drogues et d'alcool font aussi partie de son quotidien, ainsi que des pratiques sexuelles dégradantes pour ses milliers de conquêtes, par l'utilisation, par exemple, du débouche-évier ou d'un chat mort. Il est agent de courtage chez Pierce&Carlson, ce qui ne veut pas dire qu'il y travaille, ayant trouvé le moyen d'être payé à ne rien faire.
Physiquement, la caractéristique principale d'Ultimex est d'avoir un globe oculaire à la place de la tête. Bien que cet élément soit remarquable par tout son entourage (parfois comme un handicap physique), ce n'est jamais considéré comme un élément discriminatoire dans ses relations sociales, comme si ce détail n'existait pas, et ne le gêne pas non plus dans la vie de tous les jours, comme boire, manger, embrasser, parler... à l'exception de ne pouvoir porter des lunettes de soleil. Il est le plus souvent habillé en costume-cravate. Bien que son physique ne soit pas sans rappeler les membres du groupe The Residents, les origines du personnage d'Ultimex proviendrait selon les propres propos de Gad d'une revue publiée avant 1914 appelée L'Œil de la police.
Dans le récit se déroulant en enfer, Ultimex apprend que Lucifer est son père qu'il finira par tuer ("la seule bonne action de toute ma vie"). Dans ce même arc, l'origine du particularisme d'Ultimex est révélée : il s'agit d'une caractéristique génétique qui lui a été transmise par son père. La tête auparavant humanoïde de Lucifer s'est en effet changée en un œil géant au fil du temps, après que ce dernier se fut révolté contre Dieu.  

## L'univers d'Ultimex

### Les personnages
Ultimex est souvent accompagné de son meilleur ami et compagnon de débauche, Steve, « le faire-valoir prodige ». Steve est un peu simple d'esprit, il jalouse son ami Ultimex qui enchaîne aisément les conquêtes, contrairement à lui qui a beaucoup de mal à séduire et qui est complexé par la taille de son sexe. Bien qu'homophobe, il rêve souvent de suédois nus ou d’éphèbes, et a quelques surprises en se réveillant les lendemains de soirées arrosées. Il semble aussi fortement attiré sexuellement par les écureuils. Dans une des histoires, on apprend qu'il est également pédophile. Mais il reste de bonne compagnie pour Ultimex, et n'hésite pas à cacher les cadavres des personnes tuées ou torturées par son ami.
D'autres personnages se retrouvent dans plusieurs aventures d'Ultimex, comme son patron qu'il fait chanter pour ne pas travailler au bureau ou encore Stéphane, un ami qui a fini par se suicider et qu'il va aller rechercher en enfer, avant de l'y laisser car il avait tué Diane, le seul amour d'Ultimex. Il est également fait plusieurs fois référence à son collègue Aaron qu'il déteste et qu'il a fini par tuer. Dans les derniers strips, il s'est lié d'amitié en enfer avec Ragenfred (qu'Ultimex appelle "Rage"), un squelette vieux de 1500 ans ayant combattu aux côtés de Clodomir (il mourut d'ailleurs avec lui à la bataille de Vézeronce) et très habile avec une épée. Ragenfred est connu dans tout l'enfer sous son "grade" de l'au-delà, la réincarnation de Kléber l'appelant avec respect "maréchal Ragenfred".

### Les lieux
Plusieurs lieux sont récurrents dans l'univers d'Ultimex. L'un de ces lieux préférés est le bar « La Lucarne », où il traîne souvent pour boire un verre et goûter le cocktail du jour. La plupart de ses aventures se déroulent dans des appartements, à des soirées auxquelles il est invité, mais aussi dans les rues mal famées dans lesquelles des SDF proposent de se faire uriner, déféquer ou flatuler dessus en échange de quelques billets.

### Autres caractéristiques
Les anecdotes sur Ultimex sont nombreuses : il aime montrer son PDA hors de prix dans lequel il entre toutes les dates des soirées auxquelles il est invité (c'est-à-dire toutes), il pratique la boxe française le mardi soir avec Steve dans une salle de sport, il aime les chansons grivoises comme Elle aime le sexe sale de Sylvain Boitenfer, etc.

## Diffusion
Dans un premier temps publié sur Lizzycool, les aventures d'Ultimex sont désormais publiées sur OverBlog.
La fréquence de publication est environ d'une page par semaine ou par mois. Ces aventures sont généralement sous forme d'une histoire courte, d'une page ou deux, mais on trouve aussi quelques « strips » et, dernièrement, une histoire longue qui constitue toute la saison 6 d'« Ultimex et Steve le faire-valoir prodige ».
Elles sont toutes créées et dessinées par Gad, excepté l'épisode « L'enterrement de Steph' » dessiné par Odett, et l'épisode « Une partie d'enfer! » auquel Karh a participé.
L'épisode spécial « Ultimex et moi 1 » est quant à lui un épisode autobiographique.[réf. nécessaire]

## Publications
Plusieurs aventures d'Ultimex ont été publiées en albums reliés.

### Éditions Lapin
- Ultimex et Steve le faire-valoir prodige, Saint-André-lez-Lille, Éditions Lapin, coll. « Idioties », décembre 2008, 24 p. (ISBN 978-2-9524703-7-7, lire en ligne)
- Le Duel, Saint-André-lez-Lille, Éditions Lapin, coll. « Idioties », septembre 2009, 60 p. (ISBN 978-2-918653-01-1, lire en ligne)
- Les Artistes, Saint-André-lez-Lille, Éditions Lapin, coll. « Idioties », septembre 2010, 228 p. (ISBN 978-2-918653-12-7)
- Atomic Tequila, Saint-André-lez-Lille, Éditions Lapin, coll. « Idioties », septembre 2012, 48 p. (ISBN 978-2-918653-43-1)

### Éditions Vraoum!
- Le Mauvais œil, Angoulême, Vraoum !, coll. « Héromytho », juin 2009, 62 p. (ISBN 978-2-915920-33-8, OCLC 470623487)« ameliorated best of » (selon les termes de Gad) des histoires publiées sur le blog.
- L'Axe du mâle, Angoulême, Vraoum !, coll. « Héromytho », novembre 2010, 65 p. (ISBN 978-2-915920-49-9)
- Le Roi de la soirée, Angoulême, Vraoum !, coll. « Héromytho », janvier 2012, 64 p. (ISBN 978-2-915920-67-3)
- Ultimate Ultimex, Paris, Vraoum !, mai 2014, 192 p. (ISBN 978-2-36535-040-2) Intégrale regroupant les trois premiers volumes parus aux éditions Vraoum !.|Réédition en 2005 : édition spéciale pour les 11 ans de Vraoum[6]

### Éditions Lapin/Vraoum!
- Ultimex en enfer T1, Paris/Villeurbanne, Vraoum !, décembre 2017, 160 p. (ISBN 978-2-36535-040-2 et 978-2-376-68001-7)[7]
- Ultimex en enfer T2, Paris/Villeurbanne, Vraoum !, septembre 2019, 160 p. (ISBN 978-2-377-54077-8)